# Tine Urnaut
Tine Urnaut (Slovenj Gradec, 3 de setembro de 1988) é um jogador de voleibol esloveno que atua na posição de ponteiro.

## Carreira

### Clube
Urnaut começou a atuar pelo ACH Volley Ljubljana, onde competiu por duas temporadas conquistando dois títulos do Campeonato Esloveno, duas Copas da Eslovênia e uma Taça dos Clubes de Topo. Na temporada seguinte foi atuar no voleibol grego pelo Olympiacos, conquistando o Campeonato Grego e a Copa da Grécia da temporada 2008–09. Na temporada seguinte fechou contrato com o CoprAtlantide Piacenza para atuar no campeonato italiano. Com o clube da cidade de Piacenza, o ponteiro conquistou o título da Supercopa Italiana de 2009. Na temporada 2010–11 o esloveno atuou pelo ZAKSA Kędzierzyn-Koźle, ficando com o vice-campeonato do campeonato polonês.
Após atuar duas temporadas no voleibol italiano pelo Energy Resources San Giustino e pelo Tonno Callipo Vibo Valentia, o ponteiro jogou a temporada 2013–14 pelo Arkas Spor no voleibol turco. Em 2014 voltou a atuar no voleibol italiano pelo Top Volley Latina na temporada 2014–15 e na seguinte pelo Diatec Trentino. Conquistou o título da Supercopa Italiana de 2018 pelo Azimut Leo Shoes Modena após vencer o Trentino por 3 sets a 2. No mesmo ano teve uma breve passagem pelo Al Rayyan.
Em 2019 o esloveno teve uma breve passagem no campeonato chinês pelo Shanghai Golden Age. Na temporada 2020–21 conquistou o título da Taça Challenge vestindo a camisa do Allianz Milano. Na ocasião o ponteiro venceu as duas partidas das finais por 3 sets a 2 contra o Ziraat Bankası Ankara.
Em 2021 o ponteiro assinou contrato com o Zenit São Petersburgo para atuar no voleibol russo, onde foi vice-campeão da Supercopa Russa de 2021.
Em 2022 o ponteiro volta ao continente asiático após firmar contrato com o JTEKT Stings para competir o campeonato japonês.

### Seleção
Em 2007 Urnaut representou as categorias de base da seleção eslovena no Campeonato Mundial Sub-21 e no Campeonato Europeu, terminando em 9º e 16º, respectivamente. Em 2009 conquistou a medalha de bronze na XVI edição dos Jogos do Mediterrâneo. Em 2015 foi campeão da Liga Europeia ao derrotar a seleção da Macedónia do Norte. Em 2019 conquistou o título da Challenger Cup de 2019 ao derrotar a seleção cubana por 3 sets a 0.
O ponteiro foi vice-campeão do Campeonato Europeu nas edições de 2015, 2019 e 2021.

### Voleibol de praia
Fazendo dupla com Nejc Zemljak, Urnaut foi campeão do Campeonato Mundial de Voleibol de Praia Sub-19 de 2005, sediado na França.

## Títulos
ACH Volley
- Taça CEV: 2006–07
- Campeonato Esloveno: 2006–07, 2007–08
- Copa da Eslovênia: 2006–07, 2007–08

Olympiacos
- Campeonato Grego: 2008–09
- Copa da Grécia: 2008–09

Piacenza
- Supercopa Italiana: 2009

Modena Volley
- Supercopa Italiana: 2018

Allianz Milano
- Taça Challenge: 2020–21

JTEKT Stings
- Copa do Imperador: 2022

## Clubes
| Anos      | Clube                         |
| --------- | ----------------------------- |
| 2006–2008 | ACH Volley Ljubljana          |
| 2008–2009 | Olympiacos                    |
| 2009–2010 | CoprAtlantide Piacenza        |
| 2010–2011 | ZAKSA Kędzierzyn-Koźle        |
| 2011–2012 | Energy Resources San Giustino |
| 2012–2013 | Tonno Callipo Vibo Valentia   |
| 2013–2014 | Arkas Spor                    |
| 2014–2015 | Top Volley Latina             |
| 2015–2017 | Diatec Trentino               |
| 2017–2019 | Azimut Leo Shoes Modena       |
| 2018–2018 | Al Rayyan                     |
| 2019–2020 | Shanghai Golden Age           |
| 2020–2021 | Allianz Milano                |
| 2021–2022 | Zenit São Petersburgo         |
| 2022–     | JTEKT Stings                  |

## Prêmios individuais
- 2015: Campeonato Europeu – Melhor ponteiro
- 2016: Liga dos Campeões – Melhor ponteiro